# Croagh Patrick Heritage Trail

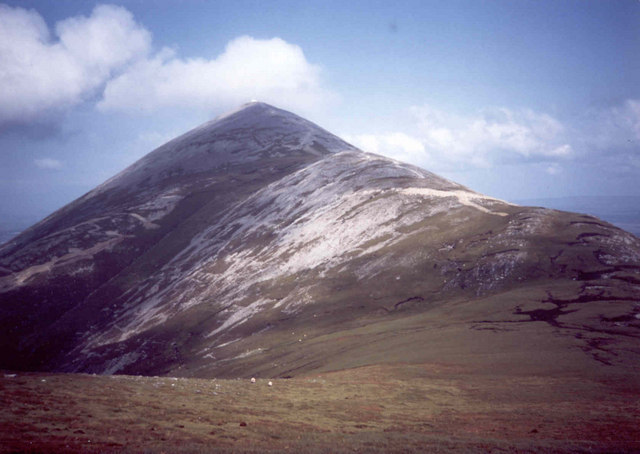
Croagh Patrick

De Croagh Patrick Heritage Trail (Iers: Siúlóid Oidhreachta) is een langeafstandswandelpad in Ierland. Het pad werd door het National Trails Office van de Ierse sportbond erkend als National Waymarked Trail en wordt beheerd door het Tóchar Valley Rural Community Network. De route werd op 6 maart 2009 officieel geopend door Éamon Ó Cuív, TD, Minister for Community, Rural and Gaeltacht Affairs.
Het wandelpad is een rechtlijnig pad van ongeveer 63 kilometer lang dat loopt van Balla naar Murrisk in het graafschap Mayo. De route wordt meestal van oost naar west gewandeld en in drie dagetappes; Balla - Ballintubber (17 km), Ballintubber – Aughagower (27 km), Aughagower – Murrisk (19 km).

## Beschrijving
Het pad loopt in westelijke richting van Balla langs de dorpen Clogher, Ballintubber, Killavally en Aughagower voordat het de noordelijke flanken van Croagh Patrick oversteekt om Murrisk te bereiken. In Aughagower bevindt zich een oude ronde toren uit de tiende eeuw en in Ballintubber staat de Ballintubber Abbey uit de dertiende eeuw en loopt de route gedeeltelijk langs de Tochar Phádraigh, een oude pelgrimsroute richting Croagh Patrick. De route passeert Brackloon Wood, een zeldzaam eikenbos en een van de weinig overlevenden uit de tijd dat een groot deel van Ierland bedekt was met dergelijke bomen.
Het wandelpad loopt langs met stenen ommuurde rustige zijwegen, boreens, bos- en bergpaden, veldpaden en open heidevelden (waarvan sommige nat kunnen zijn). Het totale hoogteverschil over de hele route is ongeveer 300 meter, waarvan de meeste stijging aan het einde van de route.